# Druid Peak
Der Druid Peak ist ein Berggipfel im nordöstlichen Teil des Yellowstone-Nationalparks im US-Bundesstaat Wyoming. Sein Gipfel hat eine Höhe von 2921 m und erhebt sich über das Lamar Valley. Er befindet sich wenige Kilometer südlich der Grenze zum Bundesstaat Montana und ist Teil der Absaroka-Bergkette in den Rocky Mountains.

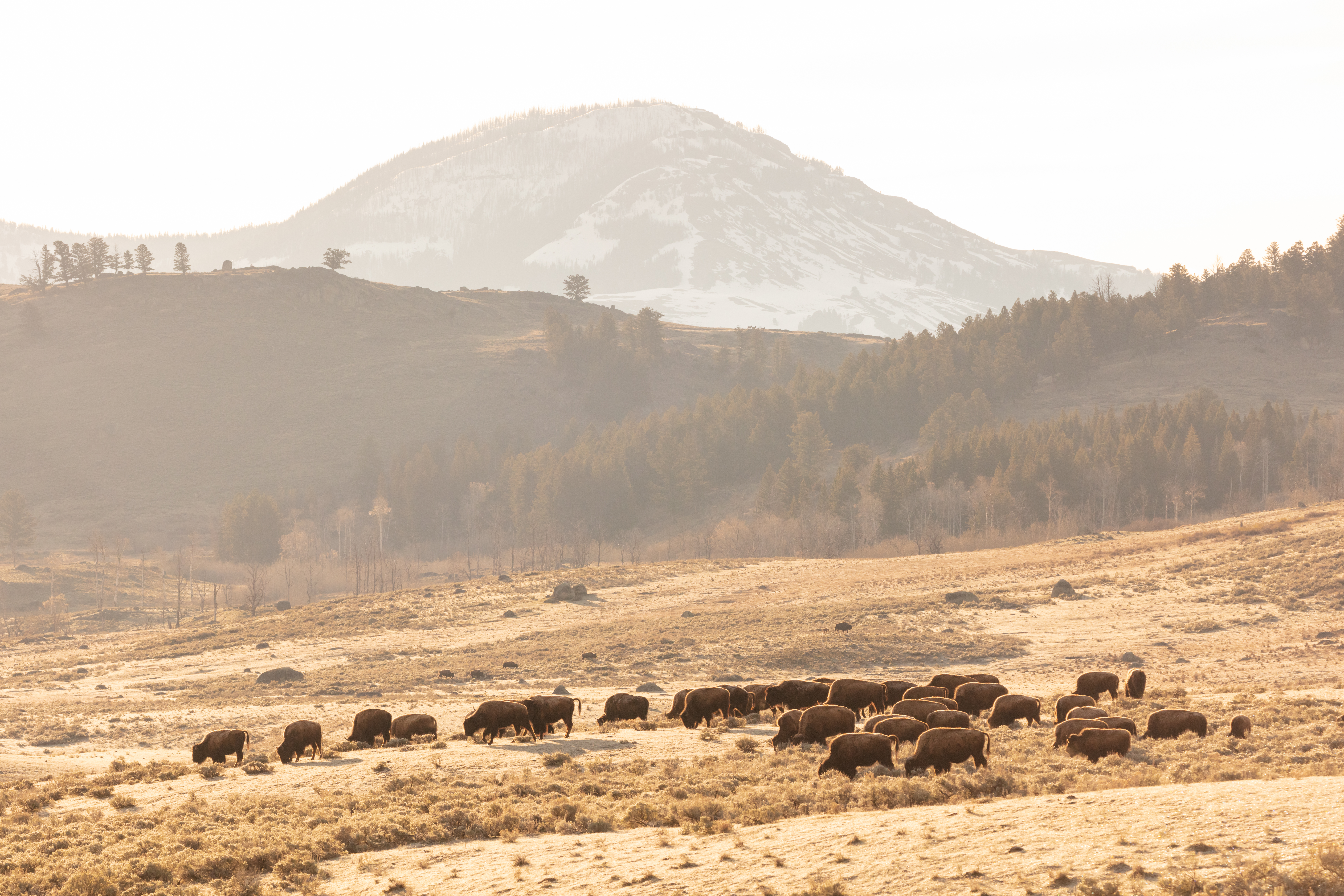
Druid Peak im Hintergrund

1885 wurde der Gipfel von Mitgliedern des Hayden Geological Survey von 1878 Soda Hill genannt, 1880 von Philetus Norris Mount Longfellow oder Longfellows' Peak. 1885 änderten Mitglieder des Arnold Hague Geological Survey den Namen aus unbekannten Gründen in Druid Peak. Einige Historiker glauben, dass an Stonehenge erinnernde Felsformationen Grund für den Namen waren.
Der Druid Peak ist bekannt für seine Rolle bei der Wiedereinführung von Wölfen im Yellowstone-Nationalpark. Am Rose Creek, der westlich vom Nordhang des Druid Peak fließt, wurde das als Rose Creek Pack bekannte Rudel im Januar 1995 freigesetzt. Im Januar 1996 wurde ein weiteres Rudel, das Druid Peak Pack, am Druid Peak ausgesetzt.

## Belege
1. ↑  GNIS Detail - Druid Peak. Abgerufen am 20. Dezember 2020.
2. ↑  Druid Peak - Peakbagger.com. Abgerufen am 20. Dezember 2020.
3. ↑  Druid Peak : Climbing, Hiking & Mountaineering : SummitPost. Abgerufen am 20. Dezember 2020.
4. ↑  Phillips, Michael K and Smith Douglas W. (1997): Yellowstone Wolf Project-Biennial Report 1995–96. Hrsg.: (PDF) (Report). National Park Service.
5. ↑  Smith, Douglas W. (1998): Yellowstone Wolf Project—Annual Report 1997. Hrsg.: (PDF) (Report). National Park Service.
6. ↑  Druid Peak Pack: Yellowstone Wolf Photos Citizen Science. Abgerufen am 20. Dezember 2020.
7. ↑  Druids Pack. Abgerufen am 20. Dezember 2020 (englisch).